# 설원량문화재단
설원량문화재단은 문화예술의 창달과 사회발전,  문화예술 인재의 발굴과 양성,  지역사회 문화예술 발전에 기여할 목적으로 2006년 12월 8일 설립된 문화체육관광부 소관의 재단법인이다. 사무실은 경기도 안양시 동안구 벌말로 126, 3106호 (관양동, 평촌오비즈타워)에 있다.

## 주요 사업
- 미술관 설치, 운영 사업
- 미술관을 통한 사회교육 활동
- 예술계 학생 장학금 지급 사업
- 지역사회 문화예술의 균형발전을 위한 사업